# Fridykning

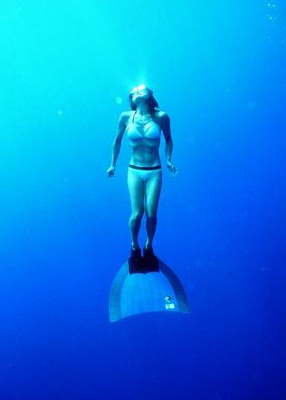
Fridykare med monofena

Fridykning är dykning under vatten, utan lufttuber eller annan andningsgas, utförd på ett enda andetag.
Exempel på fridykningsaktiviteter är harpunfiske, pärlfiske, undervattensfotografering, apnea-tävlingar och snorkling. Utrustningen består av dykmask (cyklop), snorkel, simfenor, våtdräkt och viktbälte om förhållandena så kräver. För att utöva fridykning krävs inget certifikat eller utbildning, dock finns det en del faror i fridykning och det är därför viktigt att känna till riskerna, eller gå en utbildning. Många dykarklubbar har kurser i fridykning som resulterar i olika former av kursintyg, så kallade fridykarcertifikat, som finns i olika grader. Förutom själva dykningen finns ett antal sporter, främst utövade i bassäng, kopplade till fridykningen, till exempel fensim och undervattensrugby och framför allt apnea.
Att människan klarar av att vara så länge under vattnet och kan bemästra sådana djup beror på bland annat på dykreflexen som finns hos oss och som aktiveras när vi dyker.

## Fridykning som tävlingsform

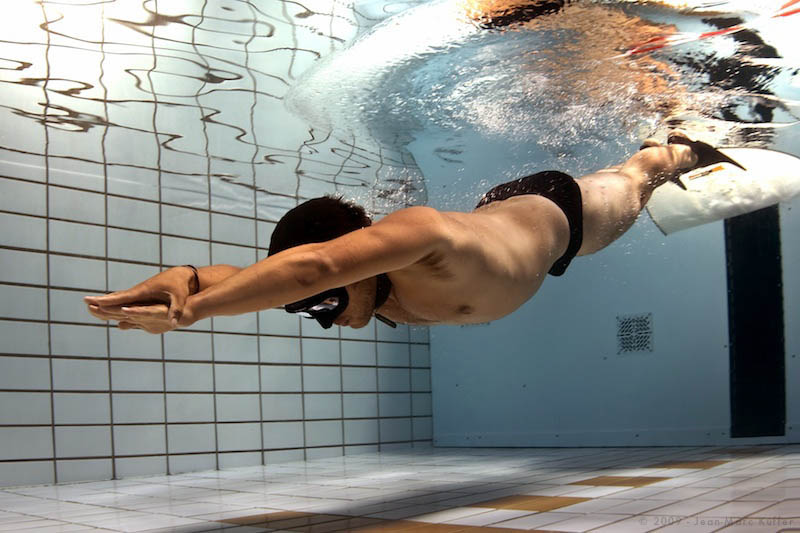
Pool-fridykning DYN (med monofena)

APNEA (tävling i fridykning; jämför apné) är en sport som man har tävlat i sedan början av 1990-talet. Det handlar om att vara under vattnet så länge som möjligt med bara ett enda andetag.
Tävlingsfridykning styrs för närvarande av två världsorganisationer: AIDA International (International Association for Development of Apnea) och CMAS (Confédération Mondiale des Activités Subaquatiques - World Underwater Federation) CMAS arrangerar även tävlingar i öppet vatten. Varje organisation har sina egna regler för att erkänna ett rekordförsök. De högsta rekorden oavsett organisation erkänns av Guinness.
Det finns för närvarande 13 erkända grenar definierade av AIDA och CMAS. Alla discipliner kan utövas av både män och kvinnor.

### Pool-discipliner
- Statisk apnea (STA) - Fridykaren håller andan så länge som möjligt och stilla i vattnet. Oftast flytande i en pool med ryggen uppåt.
- Dynamisk apnea, utan fenor (DNF) - Simma så långt som möjligt under vattnet utan fena/fenor, det vill säga bröstsim. Oftast i pool. (Även kallad klassisk stil på längden).
- Dynamisk apnea med monofena (DYN) - Simma så långt som möjligt under vattnet med en monofena. Oftast i pool.
- Dynamisk apnea med bi-fenor (DYNb) - Simma så långt som möjligt under vattnet med bi-fenor. Oftast i pool.
- SPE 100 meter (Speed Endurance Apnea) - Simma 100 meter under ytan på ett andetag på kortast tid.
- END 8x50 meters - Simma 400m på kortast tid. Tillåts andning vid varje 50 meters vändning.
- END 16x50 meters - Simma 800m på kortast tid. Tillåts andning vid varje 50 meters vändning.

### Djup-discipliner
- Konstant vikt, utan fenor (CNF) - Fridykaren simmar så djupt den kan efter en lina och sen upp igen. Fridykaren måste ha samma vikter både uppåt som neråt och dyket sker utan fena/fenor, det vill säga fridykaren simmar bröstsim ner och upp, Därav namnet Konstant vikt. (Även kallad klassisk stil på djupet).
- Konstant vikt med monofena (CWT) - Fridykaren simmar så djupt den kan efter en lina och sen upp igen. Fridykaren måste ha samma vikter både uppåt som neråt och dyket sker med monofena. Därav namnet Konstant vikt.
- Konstant vikt med bi-fenor (CWTb) - Fridykaren simmar så djupt den kan efter en lina och sen upp igen. Fridykaren måste ha samma vikter både uppåt som neråt och dyket sker med bi-fenor. Därav namnet Konstant vikt.
- Free immersion (FIM) - Fridykaren drar sig ner och upp efter en lina utan fenor.
- Jump blue (JB) - Maximalt avstånd runt en 15-meters kvadratiskt lina på ett djup av 10 meter. Inga fenor är tillåtna. Släde kan användas för nedstigning.
- Skandalopetra - Den enda lagdisciplinen i fridykning. Dykare 1 dyker ner, vanligtvis med hjälp av en sten- eller marmorplatta fäst vid ett rep, medan dykare 2 väntar på ytan. Dykare 1 når måldjupet och dras till ytan av dykare 2 med endast muskelkraft. Ingen dykmask, dräkt eller fenor är tillåtna, bara näsklämma.

Det finns ytterligare tre kategorier som är inga tävlingsdiscipliner, där sätts det endast rekord vid separata rekordförsök:
- Variabel (VWT) - Fridykaren åker neråt med tyngder men simmar upp med egen kraft.
- No Limit (NLT) - Fridykaren åker på en släde neråt och upp med hjälp av en ballong fylld med luft. Se filmen Det stora blå.
- Statisk apnea O2 – Andhållning i vatten med andning av 100% rent syre i upp till 30 minuter före start.

### Olika grenar AIDA och CMAS
| Discipliner                        | Mätning              | AIDA         | AIDA | CMAS         | CMAS | Beskrivning |
| Discipliner                        | Mätning              | Öppet vatten | Pool | Öppet vatten | Pool | Beskrivning |
| ---------------------------------- | -------------------- | ------------ | ---- | ------------ | ---- | --- |
| CWT – Konstant vikt                | djup                 | Ja           | –    | Ja           | –    | Maximalt djup. Linan fungerar som en guide och endast ett grepp i repet för att stoppa nedstigningen och starta uppstigningen är tillåtet. Det är inte tillåtet att släppa dykvikter. CWT är med monofena och CWTb med bi-fenor (AIDA).                                                                    |
| CWTB – Konstant vikt med bi- fenor | djup                 | Ja           | –    | Ja           | –    | Vad gäller CWT ovan, men monofiner är inte tillåtna och förbjudet att använda sig av delfinkick för sin framdrivning. |
| CNF – Konstant vikt utan fenor     | djup                 | Ja           | –    | Ja           | –    | Vad gäller CWT ovan, men inga hjälpmedel som fenor är tillåtna. |
| DNF – Dynamisk utan fenor          | horisontellt avstånd | –            | Ja   | Ja           | Ja   | Maximalt avstånd under vattnet, i en pool, inga hjälpmedel som fenor är tillåtna. |
| DYN – Dynamisk med monofena        | horisontellt avstånd | –            | Ja   | Ja           | Ja   | Maximalt horisontellt avstånd på ett andetag i en pool. Endast monofena (AIDA) |
| DYNB – Dynamic med bi-fenor        | horisontellt avstånd | –            | Ja   | –            | Ja   | Samma som DYN ovan, men monofenor är inte tillåtna och det är förbjudet att använda sig av delfinkick för sin framdrivning. |
| FIM – Free immersion apnea         | djup                 | Ja           | –    | Ja           | –    | Maximalt djup. Linan används för att dra ner till djupet och tillbaka till ytan. Inga fenor är tillåtna. Det är inte heller tillåtet att släppa dykvikter. |
| JB – Jump blue                     | horisontellt avstånd | Nej          | Nej  | Ja           | –    | Maximalt avstånd runt en 15-meters kvadratiskt lina på ett djup av 10 meter. Inga fenor är tillåtna. Släde kan användas för nedstigning. |
| NLT – No-limits                    | djup                 | Ja           | –    | Nej          | Nej  | Alla medel för att hålla dykning till djup och återgå till ytan tillåts under förutsättning att en riktlinje används för att mäta avståndet. De flesta dykare använder en släde för att stiga ned och en uppblåsbar ballong för att stiga upp.                                                             |
| Skandalopetra                      | djup & kortast tid   | Nej          | Nej  | Ja           | –    | Den enda lagdisciplinen i fridykning. Dykare 1 dyker ner, vanligtvis med hjälp av en sten- eller marmorplatta fäst vid ett rep, medan dykare 2 väntar på ytan. Dykare 1 når måldjupet och dras till ytan av dykare 2 med endast muskelkraft. Ingen dykmask, dräkt eller fenor är tillåtna, bara näsklämma. |
| STA – Statisk apnea                | max. tid             | Ja           | Ja   | Ja           | Ja   | Andhållning i vatten medan du flyter på ytan eller står på botten. |
| STA O2 – Statisk med rent syre     | max. tid             | Nej          | Nej  | Nej          | Nej  | Andhållning i vatten med andning av 100% rent syre i upp till 30 minuter före start. Denna gren erkänns varken AIDA eller CMAS. |
| S&E – Speed Endurance              | kortast tid          | Nej          | Nej  | –            | Ja   | Kortaste tid över ett bestämd undervattensavstånd. Disciplinerna är SPE - 100m hastighetsapné, END 16x50 och END 8x50 på kortast tid. |
| VNF – Variabel vikt utan fenor     | djup                 | Nej          | Nej  | Ja           | –    | Nedstigningen stöds av en vägd släde som glider nerför en lina, uppstigningen kan vara genom att dra sig upp längs linan eller simma utan fenor. |
| VWT – Variabel vikt                | djup                 | Ja           | –    | Ja           | –    | Nedstigningen stöds av en viktad släde som glider nerför en lina, uppstigningen kan vara antingen av: 1. dra sig upp längs linan eller simma med eller utan fenor enligt AIDA-regler 2. simma med fenor enligt CMAS-regler.                                                                                |

### Världsrekord godkänt av AIDA (2019-10-13)

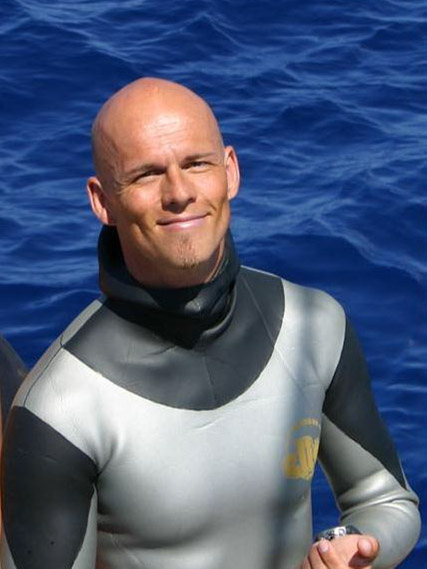
Herbert Nitsch, världsrekordshållare i No-limits apnea.

## Rekord

### Världsrekord godkänt av AIDA (2019-10-13)[4]
| Disciplin                               | Kön     | Djup [m] | Sträcka [m] | Tid         | Namn                                              | Datum      | Plats                  |
| --------------------------------------- | ------- | -------- | ----------- | ----------- | ------------------------------------------------- | ---------- | ---------------------- |
| Statisk apnea (STA)                     | Män     | –        | –           | 11 min 35 s | Stéphane Mifsud (FRA)                             | 2009-06-08 | Hyères, Var, Frankrike |
| Statisk apnea (STA)                     | Kvinnor | –        | –           | 9 min 02 s  | Natalia Molchanova (RUS)                          | 2013-06-29 | Belgrad, Serbien       |
| Dynamisk apnea utan fenor (DNF)         | Män     | –        | 244         | –           | Mateusz Malina (POL)                              | 2016-07-02 | Åbo, Finland           |
| Dynamisk apnea utan fenor (DNF)         | Kvinnor | –        | 200         | –           | Magdalena Solich (POL)                            | 2018-04-21 | Lomianki, Polen        |
| Dynamisk apnea med monofena (DYN)       | Män     | –        | 300         | –           | Mateusz Malina (POL) & Giorgos Panagiotakis (GRE) | 2016-07-03 | Åbo, Finland           |
| Dynamisk apnea med monofena (DYN)       | Kvinnor | –        | 237         | –           | Natalia Molchanova (RUS)                          | 2014-09-26 | Sardinien, Italien     |
| Dynamisk apnea med bi-fenor (DYNb)      | Män     | –        | 250         | –           | Mateusz Malina (POL)                              | 2019-10-13 | Wien, Österrike        |
| Dynamisk apnea med bi-fenor (DYNb)      | Kvinnor | –        | 211         | –           | Natalia Ovodova (RUS)                             | 2019-04-21 | Esbo, Finland          |
| Konstant vikt apnea utan fenor (CNF)    | Män     | 102      | –           | –           | William Trubridge (NZL)                           | 2016-07-20 | Long Island, Bahamas   |
| Konstant vikt apnea utan fenor (CNF)    | Kvinnor | 73       | –           | –           | Alessia Zecchini (ITA)                            | 2018-07-22 | Long Island, Bahamas   |
| Konstant vikt apnea med monofena (CWT)  | Män     | 130      | –           | –           | Alexey Molchanov (RUS)                            | 2018-07-18 | Long Island, Bahamas   |
| Konstant vikt apnea med monofena (CWT)  | Kvinnor | 107      | –           | –           | Alessia Zecchini (ITA)                            | 2018-07-26 | Long Island, Bahamas   |
| Konstant vikt apnea med bi-fenor (CWTb) | Män     | 110      | –           | –           | Alexey Molchanov (RUS)                            | 2019-08-05 | Roatan, Honduras       |
| Konstant vikt apnea med bi-fenor (CWTb) | Kvinnor | 92       | –           | –           | Alenka Artnik (SI)                                | 2019-06-11 | Panglao, Filippinerna  |
| Free immersion apnea (FIM)              | Män     | 125      | –           | –           | Alexey Molchanov (RUS)                            | 2018-07-24 | Long Island, Bahamas   |
| Free immersion apnea (FIM)              | Kvinnor | 98       | –           | –           | Alessia Zecchini (ITA)                            | 2019-10-16 | Curaçao, Nederländerna |

#### Rekord i VWT och NLT (ej tävlingsgrenar)
| Disciplin                 | Kön     | Djup [m] | Sträcka [m] | Tid | Namn                      | Datum      | Plats                    |
| ------------------------- | ------- | -------- | ----------- | --- | ------------------------- | ---------- | ------------------------ |
| Variabel vikt apnea (VWT) | Män     | 146      | –           | –   | Stavros Kastrinakis (GRE) | 2015-11-01 | Kalamata, Grekland       |
| Variabel vikt apnea (VWT) | Kvinnor | 130      | –           | –   | Nanja van den Broek (NED) | 2015-10-18 | Sharm el-Sheikh, Egypten |
| No-limits apnea (NLT)     | Män     | 214      | –           | –   | Herbert Nitsch (AUT)      | 2007-06-14 | Spetses, Grekland        |
| No-limits apnea (NLT)     | Kvinnor | 160      | –           | –   | Tanya Streeter (USA)      | 2002-08-17 | Turks- och Caicosöarna   |

### Svenska rekord enligt SSDF (2024-10-18)[5][6]
SSDF, Svenska Sportdykarförbundet, är ett specialförbund inom Sveriges Riksidrottsförbund. De publicerar officiella svenska rekord i fridykning utifrån resultat från både AIDA- och CMAS-tävlingar. 
| Disciplin | Kön        | Djup       | Sträcka     | Tid                  | Namn                                | Datum                      | Plats                 | Organisation |
| --------- | ---------- | ---------- | ----------- | -------------------- | ----------------------------------- | -------------------------- | --------------------- | ------------ |
| STA       | Kvinna Man |            |             | 7 min 7 s 10 min 3 s | Jeanette Molnar Rami Bladlav        | Januari 2023 December 2022 | Löddeköpinge Göteborg | AIDA AIDA    |
| DNF       | Kvinna Man |            | 157 m 195 m |                      | Paula Johnsson Ulf Lindberg         | Mars 2024 2016             | Warsawa FInland       | AIDA AIDA    |
| DYN       | Kvinna Man |            | 210 m 249 m |                      | Nicole Edensbo Hans Fogelberg       | 2018 2022                  | Belgrad Göteborg      | AIDA AIDA    |
| DYNB      | Kvinna Man |            | 208 m 232 m |                      | Paula Johnsson David Spreitz Elings | Februari 2023 Juni 2024    | Stockholm Kaunas      | AIDA AIDA    |
| CNF       | Kvinna Man | 52 m 72 m  |             |                      | Nicole Edensbo Piero Giobbi         | 2019 2017                  | Grekland Roatan       | AIDA AIDA    |
| CWT       | Kvinna Man | 90 m 106 m |             |                      | Annelie Pompe Peter Balck           | 2014 2024                  | Dahab Cypern          | AIDA AIDA    |
| CWTB      | Kvinna Man | 80 m 89 m  |             |                      | Nicole Edensbo Kim Dahlgren         | 2022 2024                  | Grekland Panglao      | AIDA AIDA    |
| FIM       | Kvinna Man | 77 m 89 m  |             |                      | Nicole Edensbo Peter Balck          | 2019 2023                  | Grekland Cypern       | AIDA AIDA    |